# SAK
SAK (System sejsmoakustyczny) – moduł systemu dyspozytorskiego MSD-80, opracowany na przełomie lat 70. i 80. XX wieku w Zakładzie Systemów Sterowania Ośrodka Badawczo-Rozwojowego Systemów Mechanizacji, Elektrotechniki i Automatyki Górniczej SMEAG w Katowicach. Bazą sprzętową systemu był minikomputer PRS-4 wyposażony w wydzielony kanał przemysłowy, umożliwiający akwizycję sygnałów analogowych, których źródłem były zainstalowane w podziemiach kopalni geofony. Prototyp systemu zastosowano po raz pierwszy w kopalni SZOMBIERKI, w lutym 1980 roku. Pozytywne rezultaty doświadczalnej eksploatacji spowodowały instalację systemu SAK we wszystkich, 32 polskich kopaniach zagrożonych tąpaniami. W połowie lat 80. XX stulecia sprzedano do Chin 5 systemów SAK oraz licencję na jego wytwarzanie (podobnie jak systemu SYLOK). Był to wtedy jedyny w Polsce przypadek sprzedaży licencji systemu komputerowego. Od przełomu lat 80. i 90. XX wieku stopniowo zastępowany przez następne generacje urządzeń nazwane ARES. Ostatnie egzemplarze systemu SAK wykorzystywano jeszcze w XXI wieku.

## Przeznaczenie
SAK przeznaczony był do oceny zagrożenia tąpaniami na podstawie stanu górotworu, ocenianego bierną metodą sejsmoakustyki, która bazowała na analizie zarejestrowanych sygnałów akustycznych (trzasków) towarzyszących pękaniu odprężającego się górotworu. Początkowo wynikiem analizy była tylko aktywność i energia umowna górotworu, następnie lokalizowano również ogniska występowania sygnałów akustycznych. Ocenę zagrożenia tąpaniami otrzymywano przez odniesienie bieżącej aktywności i energii umownej do wartości średnich za zakres ubiegły, obejmujący określoną liczbę zmian produkcyjnych. Dane dostarczane przez system SAK (rozkład czasowo-przestrzenny, energia umowna oraz aktywność trzasków sejsmoakustycznych) wraz danymi pochodzącymi z systemu SYLOK (rozkład czasowo-przestrzenny oraz energia rzeczywista wstrząsów sejsmologicznych), oraz wynikami wierceń małośrednicowych umożliwiały ocenę rzeczywistego stanu zagrożenia tąpaniami. Pozwalało to na efektywne prowadzenie profilaktyki tąpaniowej (odprężanie, nawadnianie, ograniczanie zatrudnienia w strefach zagrożonych, wzmacnianie obudowy) prowadzącej do poprawy bezpieczeństwa pracy załóg dołowych. Wyniki pracy systemu w postaci raportów i wykresów udostępniano obsłudze na ekranie monochromatycznego, alfanumerycznego monitora oraz w postaci wydruków. 

## Historia powstania
W 1974 roku Zakład Automatyzacji Powierzchniowej wchodzący w skład Zakładów Konstrukcyjno-Mechanizacyjnych Przemysłu Węglowego zainteresował się problemem oceny zagrożeń tąpaniami. W kopalniach wykorzystywano wtedy urządzenia SSA-1, opracowane w Głównym Instytucie Górnictwa i produkowane przez ZEG Tychy. Urządzenie SSA-1 składało się z czujników, którymi były geofony, czyli pewien rodzaj mikrofonu, zainstalowane w górotworze. Geofony były zasilane lokalnie z baterii i połączone transmisją naturalną, napięciową ze wzmacniaczami zlokalizowanymi na powierzchni, gdzie przekazywane z dołu kopalni sygnały zapisywano na taśmie papierowej wielokanałowego rejestratora X-t. Mała prędkość przesuwu powodowała, że zapisy na taśmie miały postać prążków. Zarejestrowane sygnały wykorzystywano do określenia aktywności i energii umownej górotworu. Przez aktywność górotworu rozumiano ilość sygnałów w jednostce czasu, a przez energię umowną bezwymiarową wartość powstałą z sumowania podniesionych do kwadratu amplitud sygnałów. Zmiany tych parametrów służyły, wraz z danymi dostarczanymi przez inne systemy, do oceny zagrożeń tąpaniami. To proste urządzenie obarczone licznymi wadami:
- zawodne było lokalne, bateryjne zasilanie wymagające okresowej wymiany źródeł,
- mała była odporność transmisji na zakłócenia,
- mały był odstęp sygnał-szum spowodowany wzmacnianiem sygnału dopiero na powierzchni,
- niedostateczna była liczba czujników,
- zlewanie się prążków na taśmie rejestratora, występujące podczas dużej aktywności górotworu, uniemożliwiało poprawne szacowanie parametrów (aktywności i energii umownej),
- analizowanie zapisanych sygnałów było możliwe dopiero po zakończeniu okresu obserwacji, najczęściej zmiany produkcyjnej,
- prowadzenie analiz było żmudne i czasochłonne.

Szczególnie uciążliwe były trzy ostatnie wady, które wyeliminowano projektując urządzenie klasyfikacji sygnałów sejsmoakustycznych SMC-2s, które wyznaczało aktywność oraz energię umowną w czasie rzeczywistym. Umożliwiało to śledzenie sytuacji na bieżąco i natychmiast po zakończeniu okresu obserwacji, najczęściej zmiany produkcyjnej, znany był wynik analizy. SMC-2s zainstalowano w kopalni SZOMBIERKI, w pierwszej połowie 1975 roku. Efekty były tak interesujące, że już w następnym roku, urządzenie uzupełniono minikomputerem SMC-3, z oprogramowaniem do analizy i prognozowania zagrożeń tąpaniami. Początkowo minikomputer SMC-3 przetwarzał dane przygotowane przez SMC-2s wsadowo, rychło jednak zmieniono to na pracę on-line. Był to przykład efektywnego zastosowania techniki komputerowej do zautomatyzowania najbardziej czasochłonnych czynności w procesie przygotowania prognozy zagrożenia tąpaniami.
Pozostałe wady wyeliminowano przez zaprojektowanie urządzenia transmisji sygnałów sejsmoakustycznych TSA-32, odpornego na zakłócenia dzięki zastosowaniu:
- transmisji naturalnej, prądowej,
- linii symetrycznych,
- zintegrowanego z geofonem wzmacniacza

oraz łatwiejszego w eksploatacji, dzięki zastosowaniu iskrobezpiecznego zasilania z powierzchni. Nowa transmisja skłoniła też konstruktorów do zaprojektowania interfejsu minikomputera, co pozwoliło wyeliminować urządzenie SMC-2s. Doświadczalną instalację minikomputera PRS-4 z transmisją TSA-32 zainstalowano w kopalni POKÓJ, w 1978 roku. Pozytywne rezultaty eksploatacji pozwoliły przygotować prototyp systemu SAK. 